# Склеп Сольських

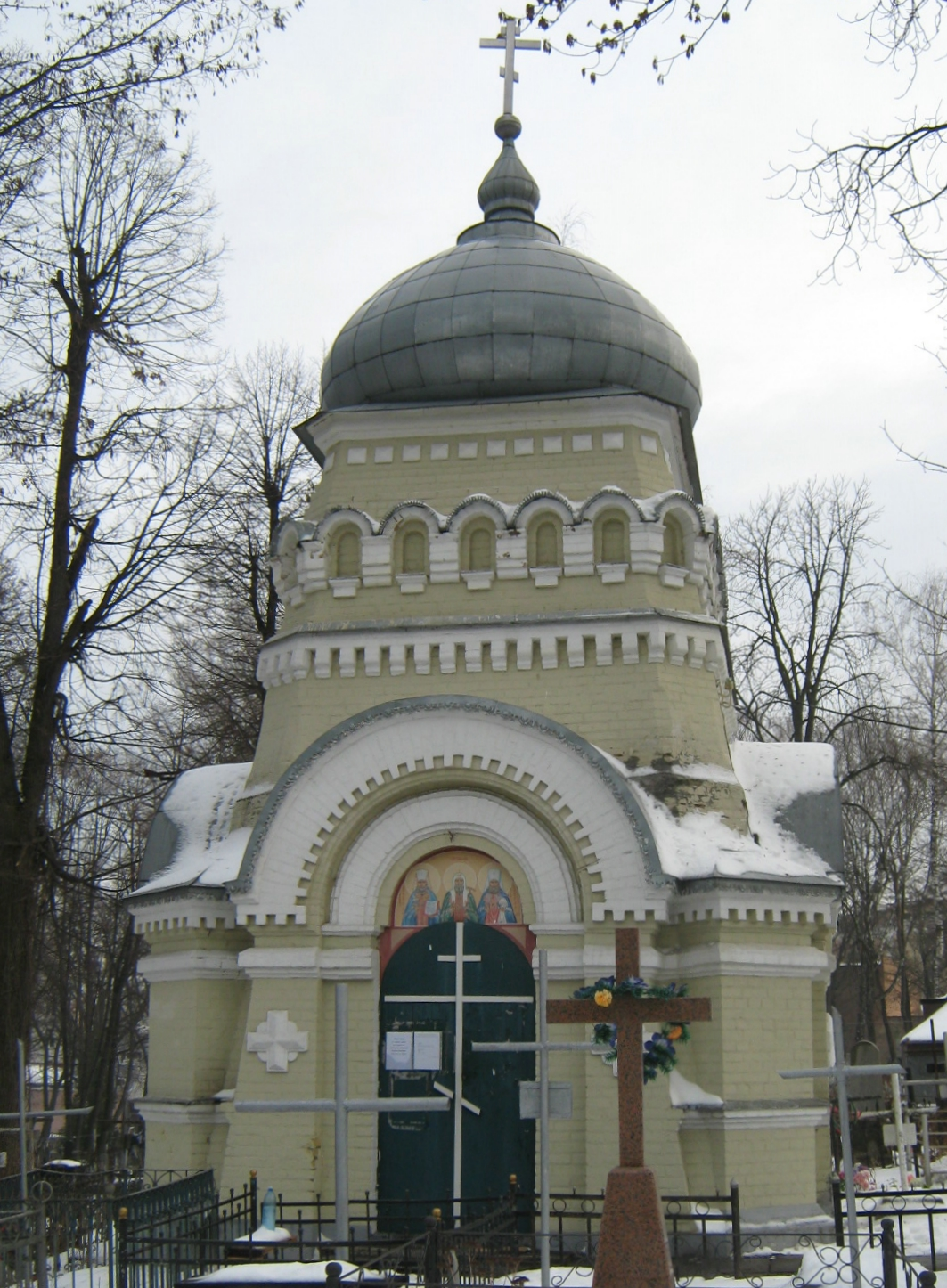
Склеп-усипальниця Степана Сольського на Лук'янівському цвинтарі

Родинний склеп Сольських — архітектурна домінанта Лук'янівського кладовища, (ділянка № 9), пам'ятка історії. Склеп роботи архітектора Едуарда Брадтмана, збудований у 1902. 
У склепі поховані:
- Степан Сольський, голова Київської міської Думи, літератор, педагог, громадській діяч
- вдова професора Сольська (Скворцова Юлія Іванівна (1842–1915)
- син Андрій Степанович (1871–1911)
- Маркевич Євген Діонісійович, професор, юрист

З 1997 цей склеп служить каплицею і має статус пам'ятника історії. Охоронний номер №281/67, Пам'ятка взята на облік відповідно до Розпорядження Київської міської державної адміністрації від 07.05.1997 № 591.
За правління Степана Сольського як Київського міського голови Лук'янівському кладовищу було надано статус центрального, до некрополя прокладена дорога та виконані роботи з його благоустрою. Хоча на той час іменитих киян ховали на аристократичній Аскольдовій могилі, Сольський заповідав поховати його на Лук'янівці.